# SWAN SONG (ゲーム)
『SWAN SONG』（スワンソング）は、2005年7月29日にLe.Chocolat meets FlyingShineより発売されたWindows用18禁ビジュアルノベルである。大災害によって外部から隔絶され、異常事態下に置かれ続けることによって顕わになり始める人々の心理・行動を精緻に描写している。このため、鬱ゲーとみなされることがある
CD-ROM仕様の初回版は既に生産終了し、中古ソフト販売店での買い取り価格が高騰するほどの稀少品となっていたが2008年7月31日にDVD-ROM仕様の廉価版が再度発売されたほか、2012年6月1日にはダウンロード販売が開始された。そして、2013年1月30日発売の月刊メガストア3月号には付録DVDへ全編収録された。

## 概要
多くのビジュアルノベルと同じくテキスト選択型アドベンチャーゲームの形式を採るが、物語そのものは特定の一人称や三人称で語られることなく、様々な登場人物の視点を織り交ぜながら綴られていく。ひとつのシーンを様々な視点から多面的に表現することで人間描写に厚みを加え、「群像劇」による物語展開をさらに精緻なモノにしている。
またシーン表現にも様々な工夫が見られる。まず基本的に「立ち絵」が存在せず、代わりとして各登場人物のフェイスパターンが会話シーンに表示される。表示面積が小さく、ゲーム画面内に自由に配置出来るフェイスパターンに合わせてテキストも画面のあちこちに表示される。またいわゆる「一枚絵」の他にカットインCGも多用され、こちらもカットインに合わせてテキストが変形表示される。これらの演出の多用がシーンの臨場感、緊迫感を高めるのに一役買っている。登場人物のほぼ全てにボイスが割り振られているのも特徴。

## ストーリー
雪が深々と降り積もるクリスマス・イヴの夜、とある山奥の地方都市を大地震が襲う。街は一夜にして雪と瓦礫と死臭に覆われ、辛うじて生き延びた若者たち6人は倒壊を免れた教会で出会った。身を寄せ合い、容赦なく押し寄せる現実を受け入れながら生還の手立てを模索する彼らは、やがて行く手を阻むように水没した街を筏で渡り、彼ら以外に生き残った人々が避難する学校へと辿り着く。
束の間の安寧を得、力を合わせて厳しい冬の異常事態を乗り切ろうとする彼らだったが、外部との通信が隔絶されたまま長期化する避難生活と逼迫する生活事情、そして他所に避難する人々との諍いの勃発が人々のこころの歯車を軋ませ狂わせていく。

## 登場人物
八坂 あろえ（やさか あろえ）
声：草柳順子
自閉症スペクトラム障害を持つ少女。大地震で保護者である姉を喪い、偶然行き会った青年・司が瀕死の姉からあろえの保護を託される。以降は司たちと行動を共にし、雲雀に世話を焼かれたりしながら避難生活を送ることとなる。おとなしい性格だが障害故にコミュニケーションが上手く取れず、ひとつのことに強いこだわりや執着を持っているように見える。「バラバラに壊れたもの」を正確かつ凄まじいスピードで復元するなどの特異な能力を持つ。
なお大地震に遭う前の、姉たちとの生活の一幕を描いたショートストーリーが公式サイトにて公開されている。
尼子 司（あまこ つかさ）
声：広末涼
とある地方都市の大学に通う学生。イヴの夜、外の自販機にジュースを買いに行ったところで地震に遭遇し命を取り留める。避難先を求めて街を彷徨った後、建物の下敷きになったあろえの姉からあろえを託される。倒壊を免れた教会で慎や柚香たちと出会った後は、彼らと行動を共にしながら先々の模索をすることとなった。
沈着冷静で表情をあまり変えず、どのような事態に遭遇しても己を含めた全てを客観視し現状を的確に把握する強靱なメンタルの持ち主。それゆえか時折マイペースな言動で場を微妙な空気にさせることも。父親が高名な指揮者であり、司も神童とまで呼ばれたピアノの天才だったが、自動車事故で右手が満足に動かなくなってしまった。しかし現在も右手のリハビリを地道に続けている。
田能村 慎（たのむら しん）
声：滝沢アツヤ
ケーキ屋でアルバイトをしているフリーター。生まれた時から物語の舞台である街で暮らしてきた、生粋の地元っ子。実家は剣道場を開いており、剣道にはそれなり以上の嗜みを持つ。彼も地震で家族と家を喪い、朽ちかけた教会でひとり佇んでいるところに司たちと出会う。
容姿は今時の青年風だが、穏やかかつ芯の通った物腰の持ち主。言い争いはせず、陰口も叩かず、仲間をそれとなくフォローしながら何に対してもポジティヴかつ粘り強く臨むその姿勢には信望が集まり、新たな避難先となった学校内においてもリーダー的な立場に選ばれる。
鍬形 拓馬（くわがた たくま）
声：桜坂幸平
柚香や雲雀と同じ大学に通う学生。一人暮らしをしていたアパートが倒壊し、同じように部屋を失った柚香や雲雀と共に避難先を求めて教会へと辿り着く。近所に住む柚香とは挨拶を交わす程度の仲だが、彼女に対しての好意を表に出せずに一人悶々としている。自分の容姿に対するコンプレックスのためか、全体的に卑屈で臆病な性格。その点が気に食わない雲雀によくドツかれている。災害によって剥き出しになった街や人の変貌に感情を激しく揺さぶられ続け、その内面を大きく変化させていく。本作品上でもっとも非情な一面を出す。
趣味はパソコンとインターネットでメカニックに強いインドア派だが、脱出のための筏を組み上げるアウトドアのスキルも併せ持つ。
佐々木 柚香（ささき ゆか）
声：佐々木柚香
雲雀や拓馬と同学年の大学生。イヴの夜、親友の雲雀と共にアパートの部屋で過ごしていたところを大地震に襲われる。誰に対しても飾らず笑顔を見せ、穏やかで忍耐強い。柔らかくウェーブの掛かったロングヘアーが印象的な美貌も人目を引くが、彼女自身は周りからのポジティヴな評価には殆ど頓着していない。
身体がそれほど強くないらしく吸引薬を常に携帯しているが、仲間や避難先の学校のために率先して料理を作り、労を惜しまず働いている。子供っぽさが垣間見える雲雀とはいい凸凹コンビ。かつてピアノをやっていたことがあり、その縁で司のことも知っていた。
川瀬 雲雀（かわせ ひばり）
声：榎津まお
柚香の同級生にして親友。隣町に住んでいるが、イヴの夜に訪れた柚香のアパートで災害に巻き込まれる。小柄で快活な性格だが気が強く、思ったことはすぐに口に出す。思っていることも表情に出やすいため、慎によくイジられたり柚香にたしなめられたりしている。
時折言動がわがままになりがちだが、芯は強く媚びることをしない。くるくると変わる表情や、よく見せる子供っぽい言動もマスコット的に愛されている。また面倒見もよく、あろえや避難所で生活する子供達の世話をこまめに焼いている。
乃木 妙子（のぎ たえこ）
声：北都南
街をうろつく男共に絡まれていた所を、街の調査に出掛けた司たちが助けた女性。飾り気こそないが、端正な美貌と静謐な雰囲気を持つ。
実は新興宗教「大智の会（だいちのかい）」の首魁であり、予知能力を持つ「竜華樹（りゅうげじゅ）」として奉られている。幼い頃から「竜華樹」として育てられ、その教育から来るカリスマ的な言動で信徒達をまとめ上げている。基本的には誰とも争う構えを見せず、「来る者拒まず去る者追わず」を信条とする集団としていたはずだったが、学校に避難する人々との物資を巡る縄張り争いをきっかけとして物語は大きく揺れ動いていく。
小池 希美（こいけ のぞみ）
声：西田こむぎ
学校とは別の避難場所から逃げ出してきた所をならず者に襲われ、強姦されていた所を拓馬と慎に救出された少女。そのためか拓馬にしか心を開かず、非常に内向的かつ自罰的。しかし時間が経つにつれて本来の性格が少しずつ顔を出すようになる。
飛騨 隆太郎（ひだ りゅうたろう）
声：国定剛
自衛隊出身の35歳。学校に避難する人々のまとめ役。どっしりとした落ち着きと強靱な体力を併せ持ち、自衛隊での経験を生かした組織構築を堅実にこなす要的存在である。ユーモラスな性格ゆえに冗談も相当に好きなようで、よく話に織り交ぜてはチームを和ませている。締めるべき所は締めるよきリーダーとして慕われていたが、厳しい冬の中病に倒れる。
柿崎 俊彦（かきざき としひこ）
声：植木亨
学校に避難している医師のひとりであり、柿崎病院の院長でもある医療班のリーダー的存在。厳しい物資事情の中、トリアージを正確にこなしつつ誰よりも精力的に医療活動を行い続けている。常に不機嫌そうな顔立ちで、口を開けば容赦のない言葉が出てくることも多分にあるが、医師としての信念に憑かれたかのように患者を診続けるその姿には信頼が厚い。しかし彼も飛騨と同じく病に倒れる。

## スタッフ
- 企画・シナリオ・演出：瀬戸口廉也
- 原画：川原誠
- 音楽：Funczion SOUNDS Milktub
  - テーマミュージック：Milktub
- システムデザイン：長岡建蔵
- ムービー：椎名コウタ、菱野優希、茶飲